# Obryna Wielka
Obryna Wielka (biał. Вялікая Вобрына, ros. Большая Обрина) – wieś na Białorusi, w obwodzie grodzieńskim, w rejonie korelickim, w sielsowiecie Jeremicze.

## Historia
W XIX w. Obryna Wielka leżała w zaborze rosyjskim, w powiecie nowogródzkim. Miejscowość należała do Kaszyców. 
W okresie międzywojennym Obryna Wielka znajdowała się w gminie Jeremicze (od 1930 gmina Turzec) w województwie nowogródzkim II Rzeczypospolitej. 
Po agresji ZSRR na Polskę w 1939 r. miejscowość znalazła się w BSRR. 
Od 1991 r. w niepodległej Białorusi. 
We wsi urodził się Uładzimir Caruk (1899–1957).